# On the Border (album)
On the border is het derde studioalbum van de Amerikaanse countryrock band Eagles. Dit album is deels in Londen en deels in Los Angeles opgenomen, met twee verschillende producers.

## Muzikanten

### Eagles
In de tijd van de eerste twee albums bestond de band uit vier leden. Om een steviger rockgeluid te kunnen spelen werd besloten om de groep uit te breiden met een tweede gitarist. Dat werd Don Felder, een oude vriend van Bernie Leadon, die de Eagles had leren kennen door zijn werk als studiogitarist. Op dit album heeft hij alleen maar mee gespeeld op Allready gone en Good day in hell. Op de volgende drie albums (One of these nights, Hotel California en The long run) heeft hij wel volledig meegespeeld. Op de albumhoes is hij aangekondigd als "Late Arrival". 
- Glenn Frey –gitaar, piano, solo- en achtergrondzang
- Don Henley– drums, solo- en achtergrondzang
- Bernie Leadon – gitaar, banjo, steelgitaar, solo- en achtergrondzang
- Randy Meisner – basgitaar, solo- en achtergrondzang
- Don Felder – elektrische gitaar.

### Gastmuzikant
De steel-gitarist Al Perkins speelt mee op Ol’55. Hij heeft eerder met Don Henley gespeeld in de band Shiloh en verder onder anderen met de Flying Burrito Brothers en Manassas (de band van Stephen Stills).

## Muziek
Het album On the border bevat een afwisselende mengeling van countrymuziek en rock, met veel meerstemmige zang. De openingstrack Allready gone is een rocknummer met twee leadgitaren (Don Felder en Glenn Frey) en Midnight flyer is een bluegrass nummer. De countryballad My man is door Bernie Leadon geschreven ter herinnering van de overleden countryzanger Gram Parsons. De titeltrack On the border heeft een funky sound. Good day in hell en James Dean zijn rocknummers. Ol’55 is een ballad van Tom Waits die het opnam op zijn album Closing time uit 1973. De afsluiter Best of my love is ook een ballad.

## Tracklijst

### kant een
1. Already gone (Jack Tempchin, Robb Stradlund) – 4:15  zang: Glenn Frey
2. You never cry like a lover (Don Henley, J. D. Souther)  - 4:00  zang: Don Henley
3. Midnight flyer (Paul Craft) - 4:00 zang: Randy Meisner
4. My man (Bernie Leadon) – 3:29 zang: Bernie Leadon
5. On the border (Don Henley, Glenn Frey en Bernie Leadon) – 4:23 zang: Don Henley, Glenn Frey, Randy Meisner en Bernie Leadon

### kant twee
1. James Dean (Don Henley, Glenn Frey, J. D. Souther en Jackson Browne) - 3:38  zang: Glenn Frey
2. Ol‘55 (Tom Waits) - 4:21  zang: Don Henley en Glenn Frey
3. Is it true? (Randy Meisner) – 3:14 zang: Randy Meisner
4. Good day in hell (Don Henley, Glenn Frey) – 4:25  zang: Don Henley en Glenn Frey
5. Best of my love (Don Henley, Glenn Frey en J. D. Souther ) - 4:34  zang: Don Henley

## Album
Dit album is grotendeels opgenomen in de Record Plant Studios in Los Angeles met muziekproducent Bill Szymczyk. In eerste instantie was Glyn Johns, die ook de eerste twee albums van de Eagles had geproduceerd, weer ingeschakeld als producer maar tijdens de opnames ontstonden er strubbelingen tussen hem en de bandleden. De producer wilde vasthouden aan de countryrock van de vorige albums, maar de band speelde liever wat meer rockachtige muziek. Bovendien wilde de band liever opnemen in een studio in de Verenigde Staten. Gevolg was dat de Britse producer Glyn Johns werd vervangen door de Amerikaan Bill Szymczyk en dat het album werd afgerond in Los Angeles. Alleen de albumtracks  You never cry like a lover en Best of my love zijn opgenomen met Glyn Johns. Geluidstechnici in Los Angeles waren Allan Blazek en Gary Ladinsky, in Londen Rob Thaer. Het album is uitgebracht op 22 maart 1974 op Asylum Records en is vanaf 1985 ook verkrijgbaar op Compact Disc. In 1999 is het album geremasterd. Van dit album zijn drie singles verschenen:  Allready gone (met als B-kant Is it true?), James Dean (als B kant Midnight flyer) en Best of my love (met als B-kant Ol’55).

## Ontvangst
Het album On the border was meteen nadat het was uitgekomen al een succes in de Verenigde Staten. Het kwam in de eerste week binnen op # 50 in de Billboard album top 200 en bereikte als hoogste plek # 17. In 2001 werd het album beloond met een dubbel platina album omdat er meer dan twee miljoen exemplaren waren verkocht. In Groot-Brittannië haalde het album # 28 en kreeg de band een zilveren plaat omdat er meer dan 60.000 exemplaren van verkocht werden. In Nederland behaalde het album een derde plaats (acht weken notering) in de LP Top 10. In de jaarlijst 1974 van Muziekkrant Oor kreeg dit album een zesde plaats. Trouw benoemde het in 1974  "traditioneel zeer mooi". De site AllMusic en het tijdschrift Rolling Stone waardeerden dit album met drie sterren (maximaal vijf). 
De single Allready gone bereikte in de Verenigde Staten # 32, de single James Dean bereikte # 77 en Best of my love haalde # 1. Dit was de eerste single van de Eagles die een eerste plaats behaalde in de Verenigde Staten.